# Jæren

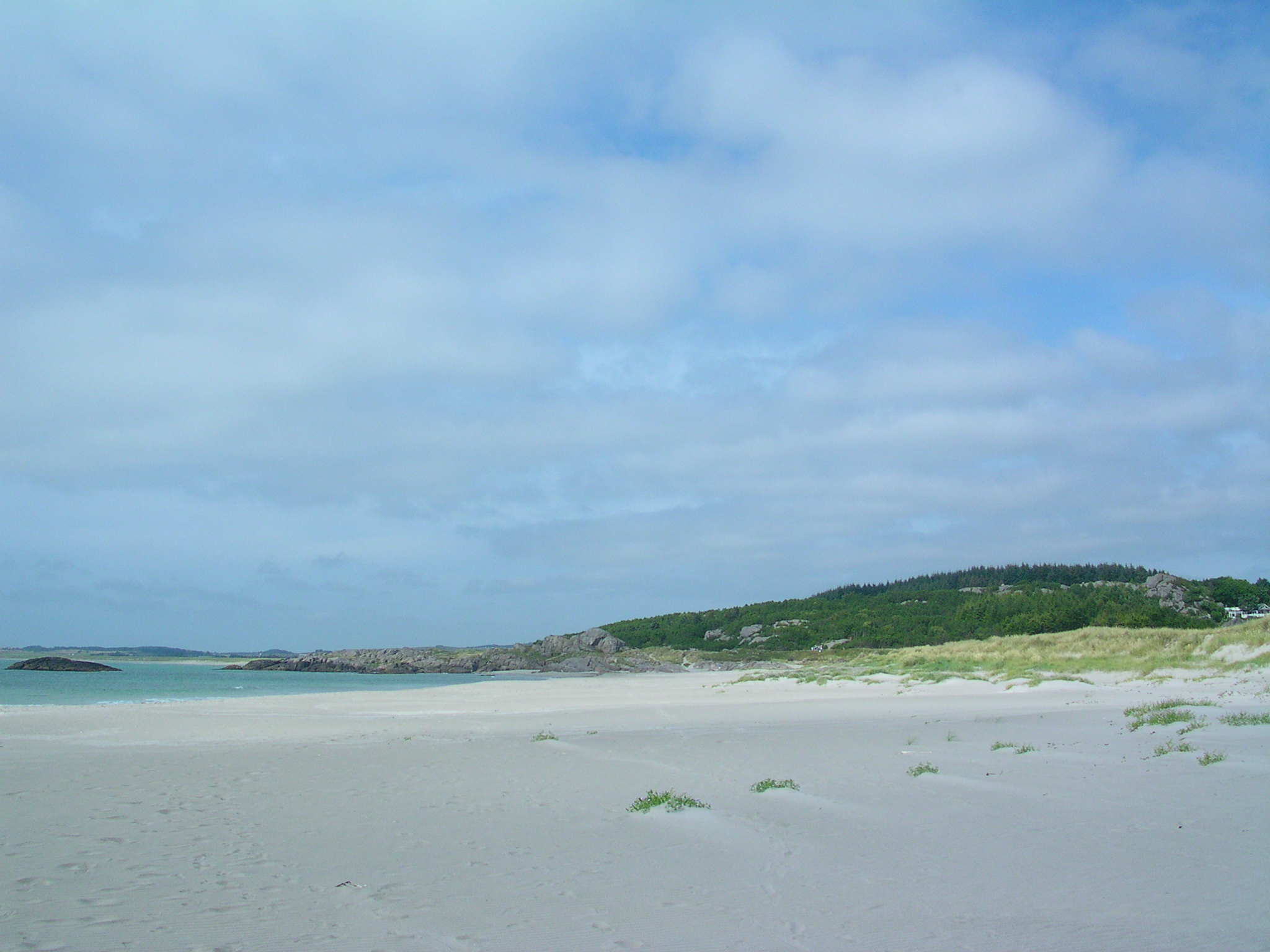
Sandstrand i södra Jæren, vid Ogna.

Jærbanen är järnvägslinjen mellan Stavanger och Egersund och är en del av Sørlandsbanen. Järnvägen sträcker sig över det platta kustlandskapet Jæren och går inne i städerna Stavanger, Sandnes, Bryne og Egersund.

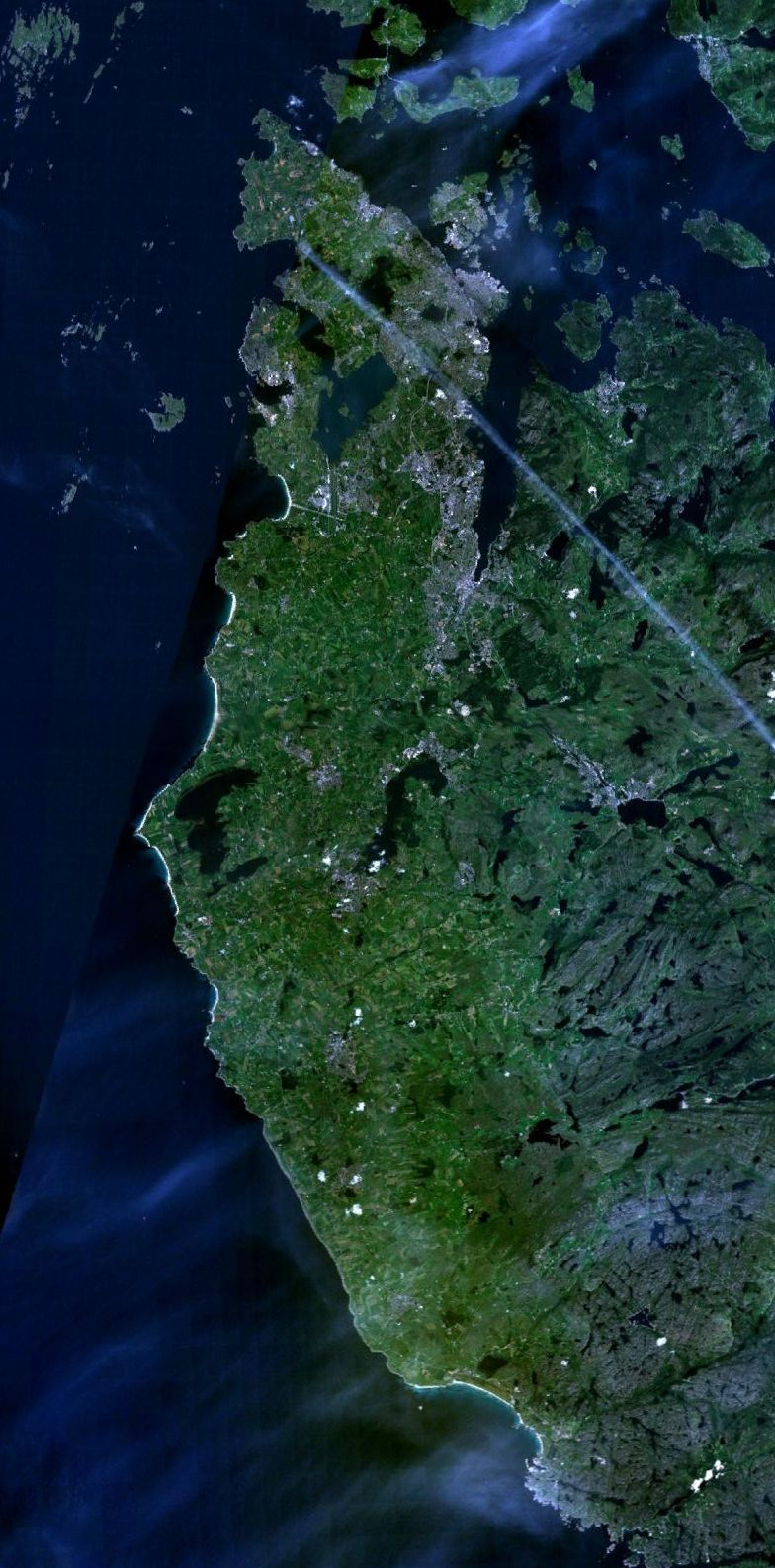
Satellitbild av Jæren i Rogaland

Jæren är en region i Rogaland fylke som sträcker sig cirka 65 kilometer från Boknafjorden i norr och upp till Dalane i söder. Distriktet består av åtta kommuner som tillsammans utgör en yta på 1 642 km² med 313 889 invånare. Det är det viktigaste jordbruksområdet i Västnorge och ett av de mest tätbefolkade. Jæren består till stor del av en 60 km lång och 15 km bred slätt. Vinden försvårar fruktodling och skogsbruk. 

## Nord-Jæren och Sør-Jæren
Man skiljer ofta på Nord-Jæren (kommunerna Stavanger, Sandnes, Sola och Randaberg) respektive Sør-Jæren (kommunerna Hå, Klepp, Time och Gjesdal). Stavanger (130 100 invånare), Sandnes (59 869) och Bryne (11 832) är de tre städerna på Jæren. 68 % av befolkningen på Jæren bor i den sammanväxta tätorten Stavanger/Sandnes, som är landets tredje största efter Oslo och Bergen, med 213 313 invånare.

## Landskapstyp
Landskapet präglas av liten höjdskillnad mellan hav och hed, många stengärdesgårdar och omfattande lantbruk. Det mesta är gammalt kulturlandskap där moderna metoder har tagit över och där arealen delvis har tagits i anspråk av den expanderande industrin.
Jæren är med sina 1 070 km² det största låglandsområdet i Norge och påminner mycket om danskt landskap. Regionen omfattar kustlinjen från Stavangerhalvön nära mynningen av den stora Boknafjorden hela vägen söderut nästan till Egersund. Till skillnad från den största delen av den norska kusten finns det väldigt få öar till havs och få fjordar som skär in i kustlinjen. Jærens rev är en delvis stenig sandbank som sträcker sig nästan 2 nautiska mil (3,7 km) västerut framför Revtangens udde i Klepps kommun, Jærens västligaste punkt.
Det platta landskapet slutar i långa sandstränder. Här ligger Norges längsta sandstrand, Orrestranden, som är 5 kilometer lång. I norra Jæren ligger grottan Vistehulen. Jæren är ett av de bästa lantbruksområdena i Norge, men det har också omfattande industri. En stor del av industrin är traditionellt knuten till lantbruk, och mycket är knutet till oljeverksamheten i Nordsjön. 

## Övrigt
Lokaltidning för kommunerna i södra Jæren är Jærbladet (som trycks i Egersund av Dalane Tidende).
Författaren Arne Garborg omtalas som "jærbo och europé".
Jærbanen är järnvägen från Egersund till Stavanger.